# Jack Owen Spillman
Jack Owen Spillman III  (Spokane, 1969/1970) is een veroordeelde Amerikaanse seriemoordenaar, verkrachter en inbreker die sinds 1996 een levenslange gevangenisstraf uitzit voor drie moorden. Hij staat ook bekend als The Werewolf Butcher.

## Arrestatie
Spillman was in Douglas County gearresteerd op verdenking van inbraak, toen later die nacht vlakbij een mes gevonden werd. Het bloed dat daaraan kleefde behoorde toe aan een van de twee slachtoffers van een moordonderzoek in East Wenatchee. Daarbij waren de vrouw Rita Huffman (48) en haar dochter Amanda (15) op bizarre manier toegetakeld met een mes. Hoewel de politie Spillman liet gaan, omdat ze geen braak kon bewijzen, hield men hem vervolgens wel in de gaten. Toen hij vervolgens een bebloed skimasker bij het afval gooide, was hij het haasje. Het bloed bleek dat van het vermoorde meisje, wier bloed hij later bleek te hebben gedronken.

## Onderzoek & verklaring
Bij verder onderzoek naar Spillman bleek hij te werken als slager (Engels: butcher), wat verklaarde hoe de lijken aangetroffen waren. Hij was door verschillende mensen gesignaleerd in de buurt van Amanda de laatste tijd. In zijn huis en auto werd nog meer bloed, haar en vezels gevonden die hem in verband brachten met de moordpartij. Spillman bekende de twee moorden om te voorkomen dat hij de doodstraf kon krijgen, maar bekende ook nog een derde moord op een vermist 9-jarig meisje in Okanogan County. Na opgraving bleek zij op dezelfde manier verminkt als Amanda.